# Великий Клин
Великий Клин (укр. Великий Клин) — село в Голопристанской городской общине Скадовского района Херсонской области Украины.
Население по переписи 2001 года составляло 323 человека. Почтовый индекс — 75633. Телефонный код — 5539. Код КОАТУУ — 6522385403.

## Местный совет
75656, Херсонская обл., Голопристанский р-н, с. Таврийское, ул. Лесная, 80